# 1508
1508 (MDVIII) a fost un an bisect al calendarului iulian, care a început într-o zi de sâmbătă.

## Evenimente
- aprilie: Mihnea I cel Rău este instalat domn al Țării Românești de către Mehmed-beg, pașă de Nicopole (1508-1509).

## Arte, științe, literatură și filozofie
- Apare prima cărte tipărită în Țara Românească, imprimată de tipograful Macarie.

## Nașteri
- noiembrie: Andrea Palladio arhitect italian (d. 1580)
- dată necunoscută: Jane Seymour  (d. 1537)
- dată necunoscută: Pieter Aertsen  (d. 1575)
- 8 decembrie: Gemma Frisius  (d. 1555)
- dată necunoscută: Marin Držić scriitor croat (d. 1567)
- dată necunoscută: Vlad Înecatul  (d. 1532)

## Decese
- 27 mai: Ludovico Sforza (Ludovico il Moro), 55 ani, duce de Milano (n. 1452)